# 다카시마 리사
다카시마 리사(일본어: 髙嶋 理紗, 1999년 2월 8일~)는 일본의 펜싱 선수로 주 종목은 사브르이다. 2024년 하계 올림픽에서 여자 사브르 단체전 동메달을 획득했다.